# Ignatius Anipu
Ignatius Kanmurum Anipu MAfr (ur. 7 listopada 1959 w Wiagha) – ghański duchowny rzymskokatolicki posługujący w Nigrze, biskup Maradi od 2025. 

## Życiorys
Urodził się na terenie diecezji Navrongo-Bolgatanga w Ghanie. Święcenia kapłańskie przyjął 10 lipca 1991 w Zgromadzeniu Misjonarzy Afryki. Posługiwał duszpastersko w parafiach w Nigrze. Pełnił funkcję docenta misjologii, religii rodzimych Afryki i islamologii w Instytucie Misyjnym w Londynie (w latach 2002–2008), Abidżanie (w latach 2008–2011) oraz Bamako. W latach 2011–2016 był prowincjałem Ojców Białych w Afryce Wschodniej, a od 2016 do 2022 asystentem generalnym tego zgromadzenia. Od 2023 do czasu nominacji biskupiej był delegatem prowincjała Afryki Wschodniej oraz dyrektorem Instytutu Formacji Islamsko-Chrześcijańskiej w Bamako.
22 lutego 2025 papież Franciszek mianował go biskupem diecezji Maradi w Nigrze. Sakry udzielił mu 31 maja 2025 arcybiskup metropolita senior Wagadugu, kardynał Philippe Ouédraogo. 